# Oullim Motors

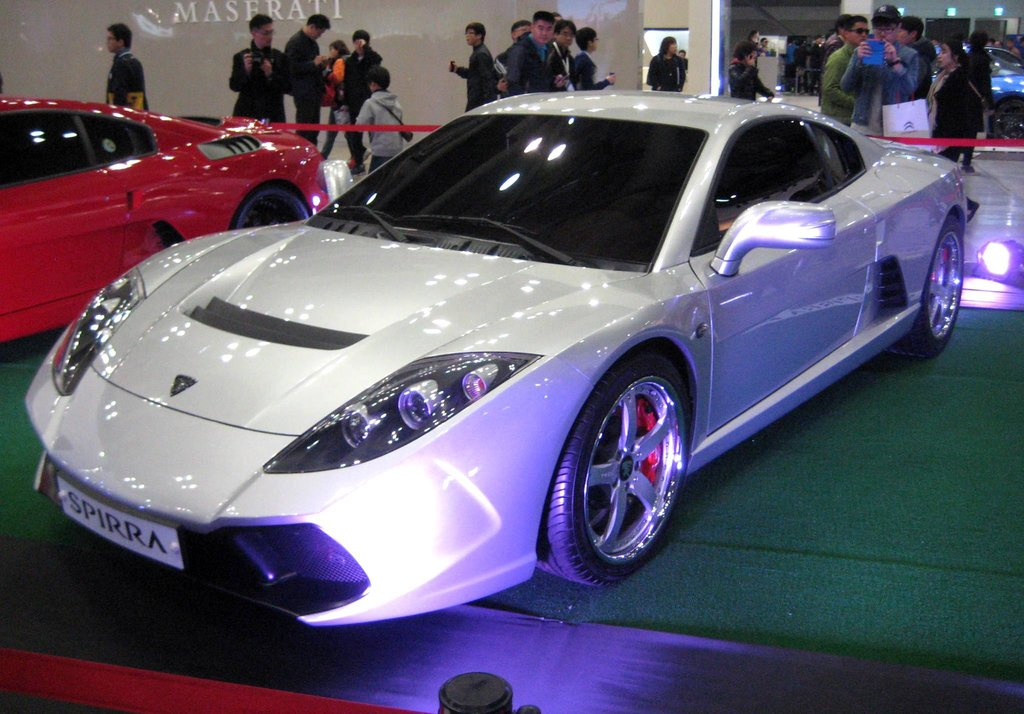
Oullim Spirra EX

Oullim Motors (어울림모터스) war ein südkoreanischer Hersteller von Automobilen.

## Unternehmensgeschichte
Dong-hyuk Park, der auch Oullim Group leitete, gründete im Juli 2006 das Unternehmen in Gwangju. Er übernahm Protomotors sowie deren Projekt. 2010 begann die Produktion von Automobilen. Der Markenname lautete Oullim.
2016 endete die Produktion.

## Fahrzeuge
Das einzige Grundmodell war der Spirra. Dies war ein Sportwagen als Coupé. Bei einem Radstand von 266 cm und einer Spurweite von 158 cm (vorne) und 162 cm (hinten) waren die Fahrzeuge 4355 mm lang, 1924 mm breit und 1215 mm hoch.